# Hsp70
Hsp70（70 kDa heat shock protein）ファミリーまたはDnaKファミリーは、普遍的に発現している保存された熱ショックタンパク質のファミリーである。類似した構造を持つタンパク質は事実上すべての生物に存在する。Hsp70はタンパク質のフォールディング装置の重要な部分をなし、ストレスからの細胞の保護を助けている。

## 発見
Hsp70ファミリーのメンバーは熱ストレスや有毒な化学物質、特にヒ素、カドミウム、銅、水銀などの重金属によって非常に強くアップレギュレーションされる。熱ショック応答は1960年代にフェルッチョ・リトッサによって、研究員が誤ってショウジョウバエの飼育温度を高くしたことから発見された。リトッサは染色体を精査した際、未知のタンパク質の遺伝子の転写が上昇していることを示すパフ形成のパターンを発見した。この現象は後に熱ショック応答 (heat shock response) として記載され、タンパク質は熱ショックタンパク質 (heat shock protein, Hsp) と名付けられた。

## 構造

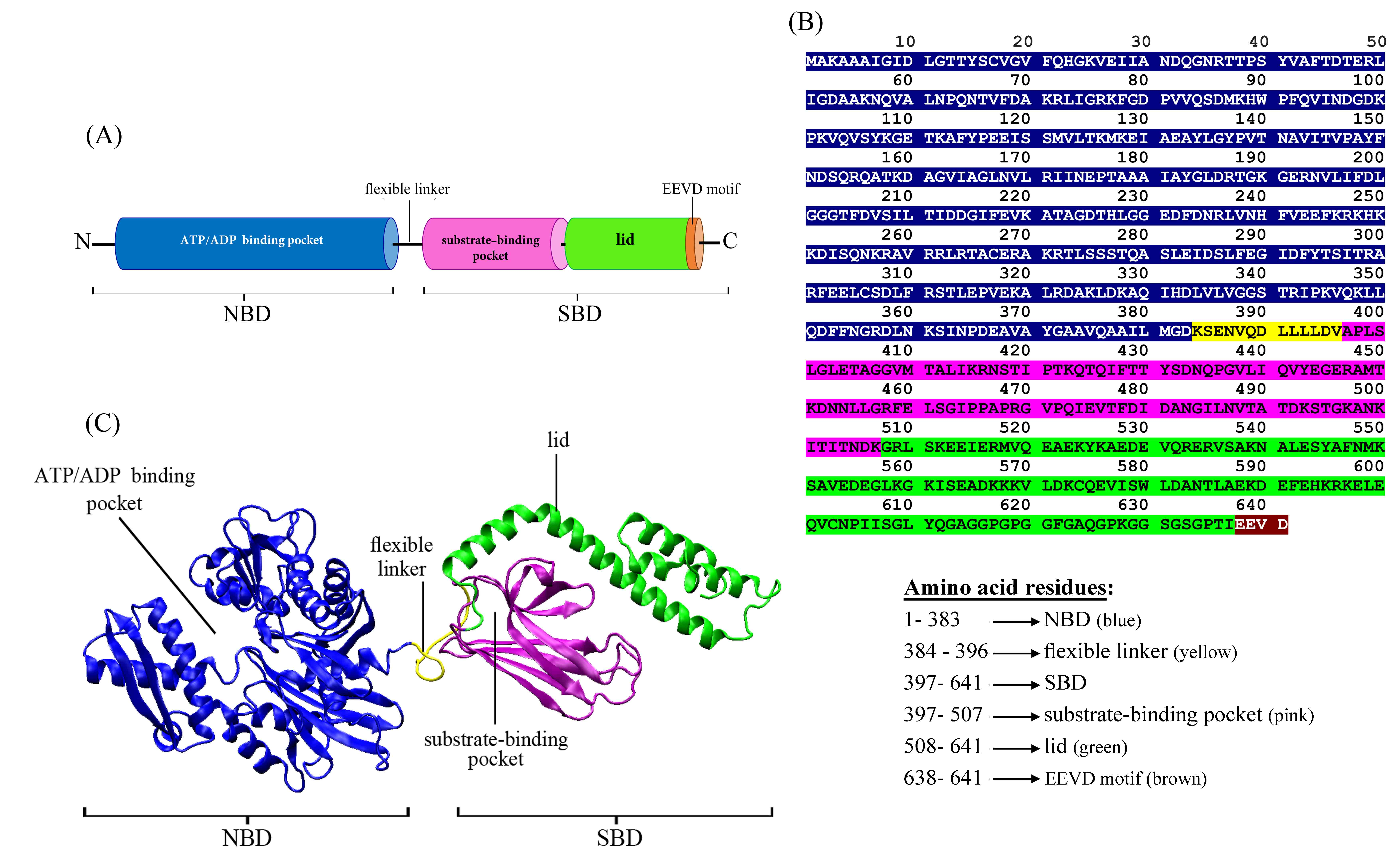
(A) Hsp70のドメイン構造の模式図。Hsp70はヌクレオチド結合ドメイン（NBD）と基質結合ドメイン（SBD）という2つの高度に保存された機能的ドメインから構成される。また、C末端にはEEVDモチーフが存在する。(B) 主要なストレス誘導性のHsp70ファミリーのメンバーである、ヒトHsp70（UniProtKB: P0DMV8）のアミノ酸配列。(C) Hsp70の立体構造。NBDはATP/ADP結合ポケットを含み、SBDは基質結合ポケットを含んでいる。基質結合ポケットは伸長したポリペプチドを基質として結合する。SBDのC末端領域に位置するαヘリカルサブドメインは柔軟なふた構造を形成する。EEVDモチーフはコシャペロンや他のHSPとの結合に関与する。

Hsp70タンパク質は複数の機能的ドメインを持つ。
- N末端のヌクレオチド結合ドメイン（NBD）– ATP（アデノシン三リン酸）を結合し、ADP（アデノシン二リン酸）へ加水分解する。NBDは2つのローブから構成され、その間の深い溝の底部にヌクレオチド（ATPまたはADP）が結合する。ATPとADPの交換は他のドメインのコンフォメーション変化をもたらす。
- C末端の基質結合ドメイン（SBD）– 15 kDaのβシートサブドメインと10 kDaのヘリカルサブドメインからなる。βシートサブドメインは突出したループを持つβシートから構成され、基質の主鎖を取り囲む。ヘリカルサブドメインはβシートサブドメインの「ふた」（lid）として機能する。5本のヘリックスからなり、2本のヘリックスがβシートサブドメインの2つの面に対してパッキングし、内部の構造を安定化する。さらに、ヘリックスの1つはβシートサブドメインのループと塩橋や水素結合を形成し、ふたのように基質結合ポケットを閉じる。残りの3本のヘリックスは疎水的コアを形成し、ふたの安定化に寄与している可能性がある。Hsp70がATPを結合しているときにはふたは開いており、ペプチドは比較的迅速に結合と解離を行う。Hsp70がADPを結合しているときにはふたは閉じており、ペプチドは強固に結合している[5]。

## 機能と調節
Hsp70システムはタンパク質の伸長したペプチドや部分的にフォールディングしたタンパク質と相互作用し、タンパク質の凝集を防ぐ。Hsp70は基質ペプチドと相互作用していないときには、通常ATP結合状態である。Hsp70自身は非常に弱いATPアーゼ活性によって特徴づけられ、自発的な加水分解は何分間にもわたって起こらない。新たに合成されたタンパク質がリボソームから出てくると、Hsp70の基質結合ドメインは疎水的なアミノ酸配列を認識して相互作用する。この相互作用は可逆的であり、ATP結合状態のHsp70は比較的自由にペプチドの結合と解離を行う。しかし、基質結合ドメインへのペプチドの結合はHsp70のATPアーゼ活性を促進し、通常は遅いATPの加水分解反応が加速される。ATPがADPへ加水分解されるとHsp70の基質結合ポケットは閉じ、トラップされたペプチド鎖は強固に結合する。Jドメインコシャペロン（真核生物では主にHsp40、原核生物ではDnaJ）によって、ATP加水分解のさらなる加速が行われる。これらのコシャペロンは、相互作用するペプチドが存在する場合にHsp70のATPアーゼ活性を劇的に増大させる。

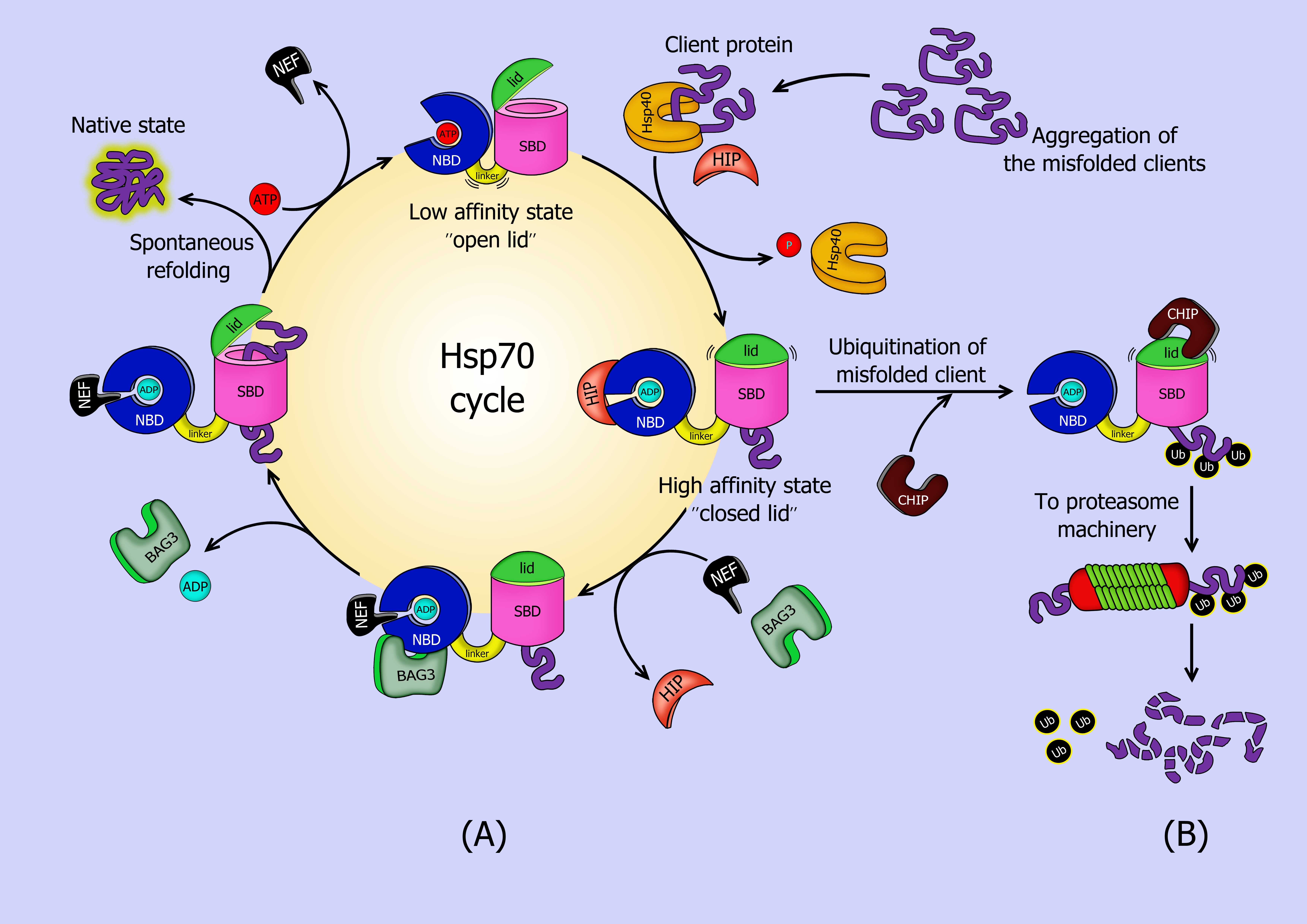
Hsp70は、誤ってフォールディングしたクライアントタンパク質の（再）フォールディングと分解の双方の機能を果たす。(A) Hsp70によるクライアントタンパク質の（再）フォールディングのATP-ADPサイクルの模式図。シャペロンのコンフォメーション変化、ATPの加水分解、ADPからATPへの交換を伴う過程である。(B) クライアントタンパク質のユビキチン化とプロテアソームによる分解を促進するHsp70-CHIP複合体。CHIPはHsp70と相互作用し、クライアントタンパク質に対するユビキチンリガーゼとして作用する。

Hsp70は部分的に合成されたペプチド配列（未完成のタンパク質）に結合することで、それらが凝集したり非機能的なものとなることを防ぐ。タンパク質が完全に合成されると、ヌクレオチド交換因子（原核生物ではGrpE、真核生物ではBAG1やHspBP1が同定されている）がADPの解離と新たなATPの結合を促進し、基質結合ポケットを開く。タンパク質は放出され、その後自身でフォールディングを行うか、または他のシャペロンに引き渡されてさらなるプロセシングが行われる。HopはHsp70とHsp90の双方に同時に結合し、Hsp70からHsp90へのペプチドの転移を媒介する。
また、Hsp70はタンパク質が部分的にフォールディングした状態を安定化することで、タンパク質の膜を越えた輸送を助ける。Hsp70はリン酸化されることが知られており、それによっていくつかの機能が調節される。
Hsp70は損傷したタンパク質や欠陥のあるタンパク質の廃棄にも関与するようである。E3ユビキチンリガーゼであるは、Hsp70からユビキチン化・タンパク質分解経路へのタンパク質の受け渡しを可能にする。
Hsp70はタンパク質の完全性を全体的に改善する役割に加えて、アポトーシスを直接的に阻害する。アポトーシスの特徴の1つはシトクロムcの放出であり、その後シトクロムcはApaf-1とdATP/ATPをアポトソーム複合体へリクルートする。この複合体はプロカスパーゼ-9を切断してカスパーゼ-9を活性化し、最終的にはカスパーゼ-3の活性化を介してアポトーシスを誘導する。Hsp70は、プロカスパーゼ-9のApaf-1/dATP/シトクロムcアポトソーム複合体へのリクルートを遮断することでこの過程を阻害する。 Hsp70はプロカスパーゼ-9結合部位に直接結合するわけではないが、コンフォメーション変化を誘導することでプロカスパーゼ-9の結合を起こりにくくしていると考えられる。Hsp70は小胞体ストレスのセンサータンパク質であるIRE1αと相互作用し、小胞体ストレスによるアポトーシスから細胞を保護する。Hsp70とIRE1αの相互作用はXBP1のmRNAのスプライシングを延長し、その結果EDEM1、ERdj4、P58IPKといった、スプライシングされたXBP1の標的因子の転写がアップレギュレーションされ、細胞はアポトーシスから保護される。

## がん
Hsp70は悪性黒色腫では過剰発現しており、腎細胞がんでは低発現である。乳がん細胞株MCF7ではエストロゲン受容体αはHsp90だけでなくHsp70-1やHsc70とも相互作用している。

## 皮膚組織での発現
レーザー照射による熱損傷領域とそこからの治癒過程はHspの時間的・空間的発現パターンの変化によって決定される。レーザー照射後の真皮と表皮ではHsp70とHsp47の双方が発現することが示されており、Hsp70の発現は細胞が破壊の標的となる熱損傷領域を生化学的に定め、Hsp47の発現は熱損傷からの回復過程を表している可能性がある。

## ファミリーのメンバー
原核生物は、DnaK、HscA（Hsc66）、HscC（Hsc62）という3種類のHsp70タンパク質を発現する。
真核生物は少しずつ異なるいくつかのHsp70タンパク質を発現する。これらは全て共通のドメイン構造を持つが、発現や細胞内局在のパターンはそれぞれ異なる。
- Hsc70（Hsp73/HSPA8）は恒常的に発現しているシャペロンタンパク質である。通常、細胞内の全タンパク質の1%から3％を占める。
- Hsp70（3つの密接に関連したパラログ、HSPA1A、HSPA1B、HSPA1Lによってコードされる）はストレスによって誘導されるタンパク質である。高温、酸化ストレス、pHの変化に応答して高レベルで産生される。
- BiP（Grp78）は小胞体に局在するタンパク質である。タンパク質のフォールディングに関与し、ストレスや飢餓に応答してアップレギュレーションされる。
- mtHsp70（英語版）（Grp75）はミトコンドリアのHsp70である。

ヒトのHsp70遺伝子と対応するタンパク質を次に挙げる。
| 遺伝子  | タンパク質 | シノニム       | 細胞内局在     |
| ------- | ---------- | -------------- | -------------- |
| HSPA1A  | Hsp70      | HSP70-1, Hsp72 | 核/細胞質      |
| HSPA1B  | Hsp70      | HSP70-2        | 核/細胞質      |
| HSPA1L  | Hsp70      |                | ?              |
| HSPA2   | Hsp70-2    |                | ?              |
| HSPA5   | Hsp70-5    | BiP/Grp78      | 小胞体         |
| HSPA6   | Hsp70-6    |                | ?              |
| HSPA7   | Hsp70-7    |                | ?              |
| HSPA8   | Hsp70-8    | Hsc70          | 核/細胞質      |
| HSPA9   | Hsp70-9    | Grp75/mtHsp70  | ミトコンドリア |
| HSPA12A | Hsp70-12a  |                | ?              |
| HSPA14  | Hsp70-14   |                | ?              |

### Hsp110
Hsp70スーパーファミリーには、Hsp70と関連した、より大きなタンパク質であるHsp110/Grp170 (Sse）タンパク質のファミリーも含まれる。Hsp110ファミリーのタンパク質は多様な機能を持ち、酵母のSse1pはATPアーゼ活性はほとんどないがシャペロンであり、またHsp70のヌクレオチド交換因子でもある。密接に関連したタンパク質であるSse2pはアンフォルダーゼ（unfoldase）としての活性はほとんど持たない。
現在命名されているヒトのHsp110遺伝子を次に挙げる。HSPH2からHSPH4は提唱中の名称であり、現在の名称がリンクされている。
| 遺伝子 | シノニム                     | 細胞内局在 |
| ------ | ---------------------------- | ---------- |
| HSPH1  | HSP105                       | 細胞質     |
| HSPH2  | HSPA4; APG-2; HSP110         | 細胞質     |
| HSPH3  | HSPA4L; APG-1                | 核         |
| HSPH4  | HYOU1/Grp170; ORP150; HSP12A | 小胞体     |